# آندریان
آندریان (به ایتالیایی: Andrian) یک کومونه و زیستگاه انسانی در ایتالیا است که در التو آدیجه واقع شده‌است.

## خصوصیات
آندریان ۴٫۹ کیلومترمربع مساحت و ۱٬۰۴۳ نفر جمعیت دارد و ۲۸۵ متر بالاتر از سطح دریا واقع شده‌است.